# Aristostomias polydactylus
Aristostomias polydactylus är en fiskart som beskrevs av Regan och Trewavas, 1930. Aristostomias polydactylus ingår i släktet Aristostomias och familjen Stomiidae. Inga underarter finns listade i Catalogue of Life.